# 2016 sur Internet
Cet article présente les faits marquants de l'année 2016 sur Internet.

## Évènements

### Juin
- Annonce de négociations ouvertes par Microsoft en vue du rachat du réseau social professionnel LinkedIn, pour 26,2 milliards de dollars[1].

### Octobre
- Lancement du réseau social TikTok.